# Allée couverte du Cimetière aux Anglais

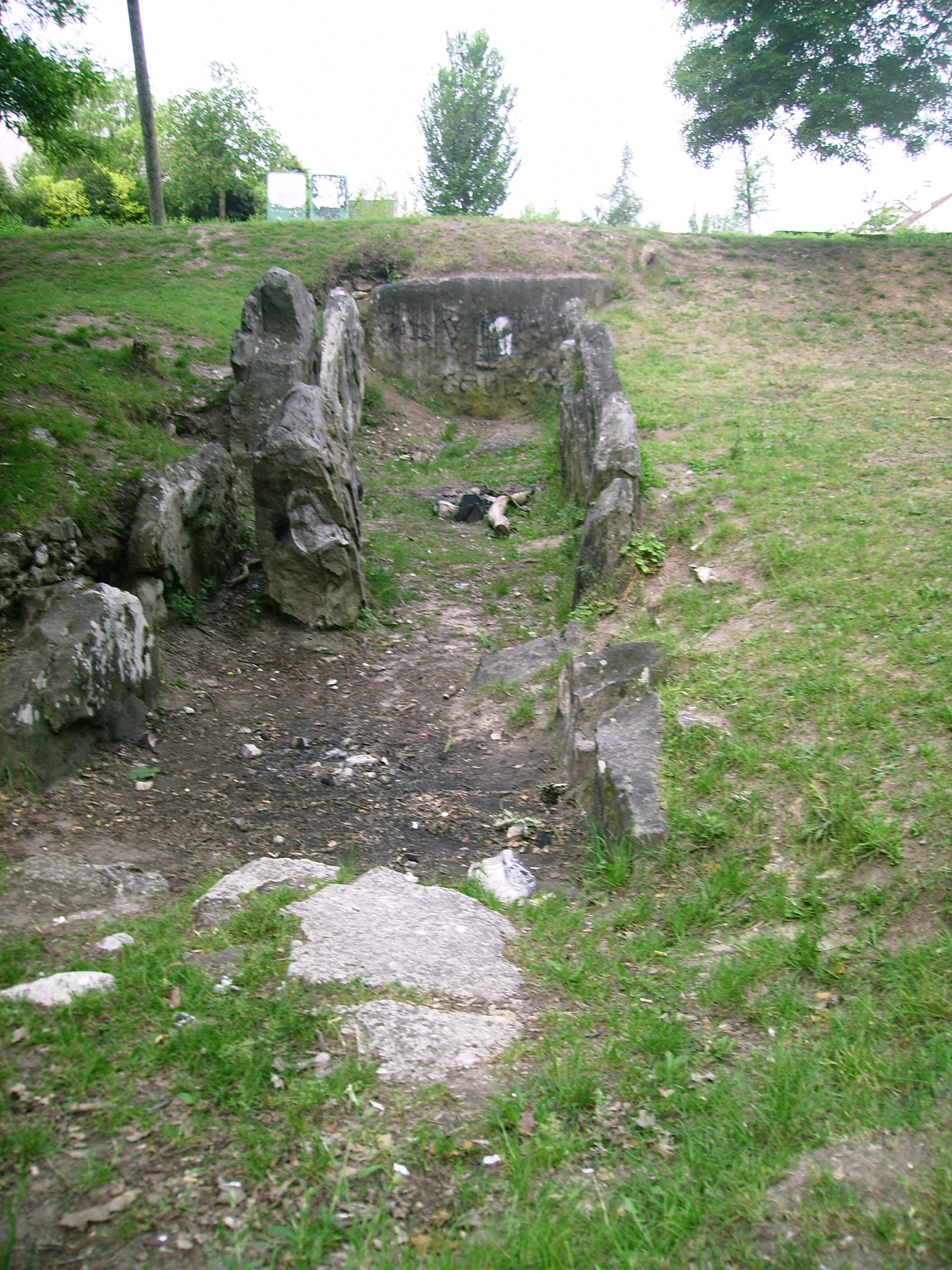
Cimetière-aux-Anglais

Die seit 1968 als monument historique eingestufte Allée couverte du Cimetière aux Anglais ist ein Galeriegrab in Vauréal im Département Val-d’Oise in Frankreich. Nicht zu verwechseln mit der Allée couverte du tombeau des Anglais im Wald von Paimpont im Département Ille-et-Vilaine in der Bretagne.

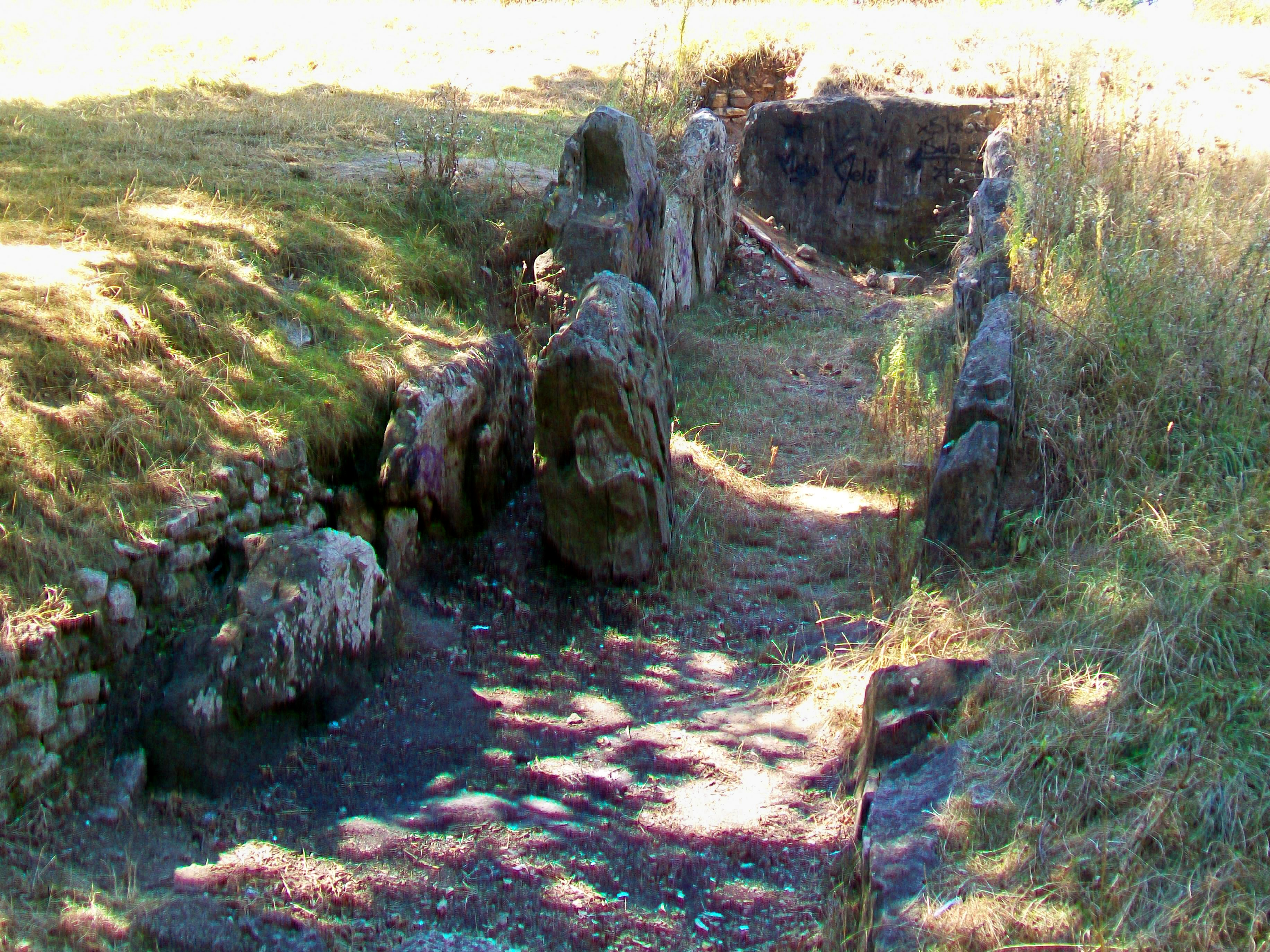
Cimetière-aux-Anglais

Das 14 m lange und 2,3 m breite Galeriegrab (franz. allée couverte) liegt am Waldrand und am Rande einer Hochebene mit Blick auf die Oise. Seit dem 14. Jahrhundert wird es „Friedhof der Engländer“ (französisch cimetière aux anglais) genannt. Der Name erinnert an die britische Besatzung während des Hundertjährigen Krieges. Amédée de Caix de Saint-Aymour (1843–1921) hat im Jahre 1867 eine Ausgrabung vorgenommen und fand die Überreste von mindestens 75 Menschen, sowie verschiedene Gerätschaften aus Feuerstein.
Die Ost-West orientierte Anlage entstand zwischen 2500 und 1700 v. Chr. und wurde aus Sand- und Kalksteinplatten errichtet. Ursprünglich bestand sie aus drei Kammern, die durch Zwischenwände getrennt waren. Die Platten befinden sich nicht mehr in situ. Eine Gravur, die eventuell ein Boot darstellt, ist neben der Eingangsplatte sichtbar. Der Verschlussstein befindet sich im Museum von Guiry-en-Vexin.
In der Nähe liegen die Allée couverte von Dampont, ein weiteres Galeriegrab und der Menhir Grande Pierre de Jouy.